# Claes Hellgren
Claes Göran Vilhelm Hellgren, född 27 februari 1955 i Norrköping, är en svensk sportkommentator och tidigare handbollsmålvakt. Han deltog i OS i Los Angeles 1984 och OS i Seoul 1988 och spelade totalt 214 landskamper. Därefter har han bland annat tränat ett antal klubb- och landslag.

## Biografi
Fadern, arkitekten Rune Hellgren, tävlade i simning för SoIK Hellas och vann tre individuella SM-tecken på lång bana: 200 meter bröstsim 1943, och 400 meter bröstsim 1943 och 1945.[källa behövs] Modern Anna-Carin Hellgren var gymnastikdirektör och folkskollärare. Claes Hellgrens intresse för handboll väcktes 1967 under en resa till Västerås. Familjen skulle flytta dit och föräldrarna tog sina söner på en första visning av den nya hemstaden. Detta skedde under pågående VM i handboll och med på tåget fanns spelare från Sovjetunionen, Danmark och Tjeckoslovakien. VM-semifinalen mellan Danmark och Tjeckoslovakien i Rocklundahallen blev Hellgrens första kontakt med landslagshandboll. 

### Klubbkarriär
Claes Hellgren började spela för Irsta HF och debuterade 1972/73 för klubbens A-lag i dåvarande Division 3. Efter två säsonger värvades han 1974 till IF Guif, som första året tog sig tillbaka till högsta serien. Under Hellgrens fyra säsonger i Guif gick laget till SM-slutspel en gång, 1977, och förlorade då semifinalen mot SoIK Hellas.
Hellgren värvades 1978 till IK Heim, som gick till SM-slutspel under fyra av hans fem säsonger i klubben[källa behövs] och blev svenska mästare 1982 och 1983. Lagets främsta internationella resultat under perioden var semifinalspel i Cupvinnarcupen 1979/80 mot blivande slutsegrarna CB Calpisa Alicante.
Sommaren 1983 blev de båda Heimspelarna Claes Hellgren och Björn Jilsén Sveriges första utlandsproffs i handboll, när de flyttade till Teneriffa för spel med Tres de Mayo, en relativt nybildad klubb (1968) som var nykomling i Spaniens högsta serie. Debutsäsongen gav en 6:e plats och semifinalspel i den nationella cupturneringen samtidigt som Hellgren utsågs till Årets spelare i Spanien. Den följande säsongen var Hellgren ensam svensk kvar i laget, som slutade på nionde plats.
- 1985/1986 spelade Hellgren för HP Warta i Göteborg, som nådde SM-final mot Redbergslids IK.
- 1986/1987 vilade den aktiva karriären till förmån för tränarjobb i USA.
- 1987–1990 var Hellgren spelande tränare för Irsta HF. Laget kom upp i Allsvenskan (högsta serien) 1989/90, slutade fyra i grundserien och förlorade sedan SM-semifinalen mot HK Drott.
- Sista aktiva året (1990/91) var Hellgren spelade tränare för Stavanger IF. En kort återkomst 1995 gav en amerikansk mästartitel för Sushi Masters.

### Landslagskarriär
Hellgren debuterade i A-landslaget mot Schweiz i Trelleborg den 10 september 1976. Sverige vann, 19–16. Under en tolvårig landslagskarriär spelade han under fyra förbundskaptener (Bertil Andersén, Ingemar Eriksson, Caj-Åke Andersson och Roger Carlsson) och deltog i OS 1984 (Sverige 5:a) och 1988 (5:a) samt i VM 1978 (8:a), 1982 (11:a) och 1986 (4:a). Totalt spelade Hellgren 214 A-landskamper (varav 29 i OS eller i VM-slutspel), vilket länge var svenskt rekord. Hellgren var förste svenske handbollsspelare att nå 200 landskamper.
Insatserna i OS 1984 gav en plats i Världslaget för säsongen 1984/85.[källa behövs] Han valdes till världens bästa målvakt både 1984 och 1985.

### Ledar- och tränarkarriär
Ledarkarriären inleddes med ett sabbatsår från aktivt spel och uppdraget som förbundskapten för USA:s damlandslag. Laget vann kvalturneringen Pan American Championships, som spelades i Brasilien i augusti 1986. VM 1986 hölls i december i Österrike och Ungern. Där blev USA sista lag av de 16 deltagarna. I augusti 1987 ledde han sedan laget till seger i Pan American Games i Indianapolis.
Under åren i Irsta HF 1987–1990 övergick Hellgren gradvis till enbart tränarsysslan. En säsong (1988/1989) var han samtidigt förbundskapten för Sveriges U-landslag, som blev sjunde lag i UVM 1989.
Han ledde Stavanger IF åren 1990–1992. Första säsongen deltog laget i Europacupen för mästarlag. SIF slog ut finska mästarna Sjundeå IF men förlorade i andra omgången mot HK Drott. Andra säsongen vann Stavanger Norska mästerskapet (cupturnering, finalseger mot Runar 21–20) och Eliteseriens slutspel samt gick till kvartsfinal i Cupvinnarcupen, där man förlorade mot Vikingur Reykjavik. 
Irsta IF leddes av Hellgren 1992–1994. Laget gick båda åren vidare till vårserien (åtta lag) men klarade inte att ta en slutspelsplats (sex bästa).[källa behövs]
Hellgren ledde USA:s herr- och damlandslag åren 1994–1996. Hellgren var huvudansvarig för satsningen inför OS i Atlanta 1996 och coachade även damlandslaget. Damerna vann Pan American Games i Mar del Plata, Argentina, i mars 1995. I VM i Österrike och Ungern i december samma år rankades USA på en fyrdelad 17:e plats bland de 20 deltagande nationerna. I OS blev laget sista av åtta deltagare. Herrarnas insatser: VM 1995, 21:a av 24 deltagare samt OS 1996, 9:a av 12 deltagare.
Han ledde Sveriges damlandslag 1996–1999. Sverige var med i EM-slutspelet i Danmark 1996 (8:a av 12 lag) men misslyckades i kvalet till VM både 1997 och 1999.
Därefter var han tränare för IF Guif 1998–2001. Laget gick upp i Elitserien 1999, gick som nykomling till SM-slutspel 2000 (kvartsfinal) och spelade 2001 SM-final mot Redbergslids IK, som blev mästare med 2–1 i matcher.
Därefter har han verkat som målvaktstränare för Dansk Håndbold Forbund 2007–2014, Svenska Handbollförbundet 2008–2012, Rhein-Neckar Löwen 2010/11 och AG Köpenhamn 2010–2012 samt haft enskilda klienter. Sedan 2014 är han ansvarig för den fysiska träningen inom Hammarby Fotboll.

### Övriga idrotter
- Segling. Tävlade för SS Norderviken, Fjällbacka. Ställde tillsammans med brodern Jan upp i 505-klassen på EM i Kiel 1979. Paret slutade på 19:e plats med reservbåt sedan rodret spruckit före start. Deltog även i NM (soling). Arbetade som seglingsinstruktör åtta veckor varje sommar mellan 1970 och 1975.

- Racketlon. Svensk mästare för veteraner 2010 och 2016. Femma i VM för veteraner 2009 och 2012.

- Squash. Tvåa på veteran-SM 2010. Trea på veteran-SM 2015.

### Övriga yrkesroller
Claes Hellgren utbildade sig till idrottslärare i Örebro 1976–1978 och till mellanstadielärare i Mölndal 1978–81. Han är även behörig i matematik och biologi för högstadiet.
Han har varit verksam som expertkommentator i olika sammanhang, exempelvis för SVT 1984–94, TV4 1994–2014 och för Viasat (treårskontrakt) sedan 2014, samt varit krönikör/handbollsexpert i Expressen 2012–15. Han började kommentera när han fortfarande var aktiv och hans hittills 39 år som kommentator är bland de längsta kommentatorskarriärerna i svensk mediehistoria. Han är mest känd för sitt mångåriga samarbete med huvudkommentatorn Robert Perlskog.
Han är föreläsare i ämnet Ledarskap och personlig utveckling.

## Meriter

### Klubbnivå
- IK Heim. Svensk mästare 1982 och 1983.
- Sushi Masters. Amerikansk mästare 1995.

### Landslagsnivå
- Deltog i OS 1984 (5:a) och 1988 (5:a).
- Deltog i VM 1978 (8:a), 1982 (11:a) och 1986 (4:a).

### Individuellt
- Årets spelare i Sverige 1978/79.
- Årets spelare i Spanien 1983/84.
- Uttagen i handbollens världslag efter säsongen 1984/85.
- Bästa utlänning i Spanien under 1980-talet (enligt tidningen Balon Mano).
- Invald i Idrottens Hall of Fame i Göteborg 2011.

### Tränare
- USA:s damlandslag. Seger i Pan American Championships 1986. Seger i Pan American Games 1987, 1995.
- Stavanger IF. Norsk Eliteseriemästare 1992.